# 马基伊夫卡市镇 (切尔尼希夫州)
马基伊夫卡乡级市镇（烏克蘭語：Макіївська сільська громада），是乌克兰切爾尼希夫州尼任區的市镇，行政中心为马基伊夫卡村。市镇面积为105.9平方公里，2018年人口数量为1,547人。

## 居民点
该市镇包括19个村庄。